# Lorena Fernández Álvarez
Lorena Fernández Álvarez (Basauri, 1982) es una ingeniera informática, directora de identidad digital de la Universidad de Deusto y divulgadora sobre STEAM (Science, Technology, Engineering, Art y Mathematics) con perspectiva de género.

## Biografía

### Trayectoria profesional
Lorena Fernández nació en Basauri en 1982. Conocida en Internet como @loretahur, se graduó en 2005 en Ingeniería Informática y en 2006 realizó un Máster en Seguridad de la Información en la Universidad de Deusto. Desde 2007 escribe la sección de Internet de la Revista Deusto. De 2009 a 2011 fue responsable tecnológica de la biblioteca (Centro de Recursos para el Aprendizaje y la Investigación - CRAI) de la Universidad de Deusto. De 2009 a 2012 responsable del desarrollo del portal vasco de la Cultura: Kulturklik. De 2013 a 2015 fue coordinadora de cursos INTEF (Instituto Nacional de Tecnologías Educativas y de Formación de Profesorado del Ministerio de Educación, Cultura y Deporte).
Desde enero de 2012 es la Directora de Identidad Digital de la Universidad de Deusto. Desde 2013 es tutora del curso Educación conectada en tiempo de redes en el INTEF. Desde 2009 es colaboradora en la sección "De las ondas a la red" en el programa de radio "Hoy por Hoy Bilbao", de la Cadena SER.
Forma parte del comité científico y organizativo del Premio Ada Byron a la mujer tecnóloga. Participa en la plataforma Deusto Interdisciplinary Research Platform on Gender, Desde 2016 forma parte del Consejo de las Artes y la Cultura de la Diputación Foral de Guipúzcoa. Es parte del equipo organizador y mentora de Inspira STEAM, un proyecto que busca el fomento de la vocación científico-tecnológica entre las niñas.
Ha participado en numerosos foros de divulgación científica para reflexionar sobre el papel de las mujeres en la Ciencia y para proponer acciones que reduzcan esta brecha de género. En 2018 fue una de las seis invitadas al evento "Women in Science" en el Parlamento Europeo.

### Trayectoria activista y de voluntariado
Desde sus orígenes en 2012, es una de las componentes del colectivo feminista Doce Miradas.
En 2015 estuvo de voluntaria con Alboan en India, en el proyecto India Bizira. En 2016 colaboró con la ONG FISC de la Compañía de María en un proyecto de voluntariado en la isla de Mindanao, en el sur de Filipinas para recoger testimonios y valorar las consecuencias del tifón Sendong acontecido en diciembre de 2011. A su regreso, la editorial A Fortiorti publicó el libro “Filipinas. Tierra de tifones” con 60 fotografías suyas a las que acompaña un relato elaborado por distintas personas.

## Obras publicadas
- Filipinas. Tierra de tifones. (A Fortiori Editorial, 2017)
- La inteligencia artificial explicada a todos los públicos (Ed. A Fin de Cuentos, 2024); Fernández Álvarez, Lorena; Garaizar, Pablo.

## Premios y reconocimientos
- 2012 Premio GetxoBlog UR Saria, que destaca la acción de blogueros del País Vasco.[17]
- 2018 Una de las 20 mujeres WOMENBI, exposición de fotografías y audiovisuales de mujeres profesionales de diversos ámbitos.[18]
- 2018 Premio LIBRECON Awards a la inclusión de la mujer en el ámbito digital.[19]
- 2018 Premio AIRE Saria Getxoblog por la cocreación del proyecto Aprendices junto a Julen Iturbe y Txetxu Barandiarán en 2006.[20]
- 2018 Premio Buber Honorífico.[21]
- 2024 Premio de Alfabetización Mediática e Informacional de Cadena SER en Euskadi.[22]